# Нургал
Нурга́л (пушту نورګل‎, дари نورگل Nurgal) — район провинции Кунар в Афганистане, расположенный в западной части провинции, в 90 км от Асадабада и около города Джелалабад. Он граничит с провинцией Нангархар на западе и на юге, с районом Чапа-Дара на севере и районами Чавкай и Хас-Кунар на востоке. Районный центр — деревня Нур-Гал, расположенная в центральной части района, в долине реки Кунар. 70 % сооружений в районе было разрушено в период войн (см. Гражданская война в Афганистане). Ландшафт района — преимущественно горный, поэтому земля, пригодная для сельскохозяйственного использования, практически отсутствует. Многие жители работают за пределами района. Система здравоохранения и образования нуждается в модернизации.
Население — 31 100 человек. Национальный состав — почти 100 % пуштуны.